# Вторжение в Валь-д’Аран
Вторжение в Валь-д’Аран в октябре 1944 года, известное также под кодовым названием Operación Reconquista de España (с исп. — «Операция по отвоёвыванию Испании»), является военной операцией Испанского национального союза. На тот момент это была крупнейшая структура, объединявшая коммунистов, социалистов, республиканцев, анархистов и многих других испанцев в борьбе с франкизмом.
Операция была направлена на создание республиканского временного правительства в Валь-д’Аране — пиренейской долине Каталонии, расположенной на границе между Францией и Испанией, посредством нападения антифранкистских партизан, участвовавших во Второй мировой войне в составе французского Сопротивления, и восстания ветеранов испанской гражданской войны на окрестностных территориях. Операция закончилась полным провалом.
После провала операции Шарль де Голль разоружил партизан, отступивших на территорию Франции, и подтвердил легитимность правительства Франко.

## Ход боевых действий
19 октября в шесть утра по местному времени несколько тысяч партизан, вооружённых пехотным оружием французского, чехословацкого, немецкого и британского производства, а также незначительным количество миномётов и зенитных орудий, перешли французско-испанскую границу. Испанские войска, дислоцированные вдоль границы, были застигнуты врасплох. Партизанам практически без сопротивления удалось занять горные перевалы Порт-де-Венаск и Порт Таваскан, поселения Сальент-де-Гальего, Баусен, Канежан, Боссост, Эс-Бордес. В то же время на горном перевале Порт-д-Орле и в Наут-Аране франкисты оказали жёсткое сопротивление партизанам: Саларду партизанам взять так и не удалось.
Поначалу действия партизан имели явный успех. Помимо вышеперечисленных объектов, к 20 октября в их руках оказались такие населённый пункты, как Виламос, Порсинглес, Лес, Бетлан, Эра-Бордета, Бенос, Ауберт, Монткорбау. Кроме того, местные повстанцы подняли мятежи и взяли власть в городках Прадель-де-ла-Тешета и Мон-Раль. Однако столь ожидаемого общенародного восстания не произошло. Даже на занятых партизанами территориях, очень немногие пополняли ряды антифранкистских партизан. Большинство анархистов опасались вступать в союз со сталинской КПИ, и заняли выжидательную позицию. Горный перевал Бонайгуа, без которого держать оборону малочисленными войсками было невозможно, так и не был взят повстанцами. 27 октября штаб повстанцев принял решение отступать во Францию.

## Последствия
Согласно официальным данным, в ходе боёв в Валь-д’Аране погибло 588 партизан и 248 бойцов франкистской армии. Провал наступления имел серьёзные последствия для испанской компартии; Хесус Монсон понял, что это закат его политической карьеры. Захваченный в Барселоне, он оставался в тюрьме до 1959 года, когда был помилован и выслан в Мексику. С другой стороны, Сантьяго Каррильо видел, как его карьера взлетает.
Шарль де Голль разоружил партизан, отступивших на территорию Франции, и признал правительство Франко легитимным.
КПИ продолжила свои партизанские действия в Испании, создав несколько партизанских отрядов в разных частях страны, но в 1948 году отказалась от этой тактики. Анархисты, верные идеологии партизанской войны, продолжали свою борьбу (называемую терроризмом) вплоть до 1960-х годов.